# Merești
Merești é uma comuna romena localizada no distrito de Harghita, na região histórica da Transilvânia. A comuna possui uma área de 112.25 km² e sua população era de 1340 habitantes segundo o censo de 2007.